# Wieszczba dla Polski
Wieszczba dla Polski. Opis wierszem Ojczyzny sukcesów w krytycznych czasach zastającej lub  Prefekcja ks. Marka – utwór profetyczny, ujęty w formę przepowiedni o klęsce Polski i o jej zmartwychwstaniu dla ozdoby Europy. Adam Mickiewicz w wykładach głosił, że w tym utworze znajdują się idee wyznaczające Polsce posłannictwo europejskie. 
Dotąd królestwo polskie niekwitnące Dokąd nie będzie wstępno władające. Ale jak tylko następny nastanie. Drgną strachem lutry, schizma i poganie. Pierwsi dwaj swojej hardości przypłacą. A drudzy prawo wraz z państwem utracą. Kościół na skale stanie się wspaniały. Dwugłowy w kolor przebierze się biały. Jednogłowy piersi czarnego osiędzie, z którym złączony cuda czynić będzie. Natenczas wszelki pielgrzym swoje śluby. Złoży przy grobie Bogu trybut luby. Niewolnik wolno wyjdzie bez okupu. Strzelec pozbędzie łakomego łupu. Róża naturę zimną w ciepłą zmieni, Kogut z chytrości jak wąż się wyleni. I tak nastaną złote znowu wieki. Wieść opowiada: czas już niedaleki. Ale ty Polsko, po czasu niewiele W smutnym się musisz zagrzebać popiele. Chytrzy sąsiedzi ciebie twoi zdradzą. I z jednym wielkim mocarzem powadzą. Stąd strasznych wojen postaną turnieje. Miecz krwie niewinnej obficie wyleje. Wiele odważnych marnie zginie braci. Wstyd poświęcony Bogu panna straci. Kapłan ofiarą przy ołtarzu leże. W toż licho mnich z zakonnikiem sprzężne. Cna góra, złotym otoczona kołem. Niech ufa Bogu. nisko bijąc czołem. Bowiem najbliższą będzie straszne; burzy. Dym ją z innymi zarówno okurzy. Kościoły z ozdób obdarte zostaną. Dni prawie wszystkich płaczliwe się staną. Lecz się Najwyższy twej krzywdy użali. Na nichźe samych tę ruinę zwali. Więc czyń wielkiemu dzięki Bogu wcześnie. Bo on im przytrze wyniosłego rogu. A ty jak Feniks z popiołów powstaniesz. Cnej Europy ozdobą się staniesz.
Wieszczba napisana w 1763 r. lub w 1767 przez księdza Marka Jandołowicza .
Zyskała szeroki rozgłos już w momencie publikacji. Profesor Stanisław Pigoń widział w niej "nasienie całej naszej poezji mesjanistycznej". Wielokrotnie odwoływali się do niej Adam Mickiewicz i Juliusz Słowacki.